# آرثر سيدني ليون
آرثر سيدني ليون (بالإنجليزية: Arthur Sidney Lyon)‏ هو صحفي أسترالي، ولد في 1817، وتوفي في 1861.